# Coupe d'Europe des nations d'athlétisme 1967
 (septembre 2020).
Si vous disposez d'ouvrages ou d'articles de référence ou si vous connaissez des sites web de qualité traitant du thème abordé ici, merci de compléter l'article en donnant les références utiles à sa vérifiabilité et en les liant à la section « Notes et références ».
Navigation
CE des nations 1965 CE des nations 1970
La 2e coupe d'Europe des nations d'athlétisme se déroule à Kiev en Union soviétique, le 15 septembre 1967 pour la compétition féminine, les 16 et 17 septembre 1967 pour la compétition masculine.
L'Union soviétique s'impose chez elle dans les deux catégories.

## Classement
| Place | Pays                 | Points |
| ----- | -------------------- | ------ |
| 1     | Union soviétique     | 81     |
| 2     | Allemagne de l'Est   | 80     |
| 3     | Allemagne de l'Ouest | 79     |
| 4     | Pologne              | 68     |
| 5     | France               | 57     |
| 6     | Hongrie              | 53     |

| Place | Pays                 | Points |
| ----- | -------------------- | ------ |
| 1     | Union soviétique     | 51     |
| 2     | Allemagne de l'Est   | 43     |
| 3     | Allemagne de l'Ouest | 36     |
| 4     | Pologne              | 35     |
| 5     | Royaume-Uni          | 34     |
| 6     | Hongrie              | 32     |

## Résultats

### Hommes
| Épreuve | Or                                                                       | Or            | Argent                                                                      | Argent        | Bronze                                                                          | Bronze        |
| --- | ------------------------------------------------------------------------ | ------------- | --------------------------------------------------------------------------- | ------------- | ------------------------------------------------------------------------------- | ------------- |
| 100 m (vent : 1,3 m/s) | Vladislav Sapeya URS                                                     | 10 s 3        | Hartmut Wilke FRG                                                           | 10 s 4        | Harald Eggers GDR                                                               | 10 s 5        |
| 200 m | Jean-Claude Nallet FRA                                                   | 20 s 9        | Jan Werner POL                                                              | 20 s 9        | László Mihályfi HUN                                                             | 21 s 1        |
| 400 m | Jean-Claude Nallet FRA                                                   | 46 s 3        | Fritz Roderfeld FRG                                                         | 46 s 4        | Andrzej Badenski POL                                                            | 46 s 8        |
| 800 m | Manfred Matuschewski GDR                                                 | 1 min 46 s 9  | Franz-Josef Kemper FRG                                                      | 1 min 46 s 9  | Jean-Pierre Dufresne FRA                                                        | 1 min 48 s 2  |
| 1 500 m | Manfred Matuschewski GDR                                                 | 3 min 40 s 2  | Bodo Tümmler FRG                                                            | 3 min 40 s 5  | Oleg Rayko URS                                                                  | 3 min 41 s 2  |
| 5 000 m | Harald Norpoth FRG                                                       | 15 min 26 s 8 | Jürgen Haase GDR                                                            | 15 min 27 s 8 | György Kiss HUN                                                                 | 15 min 29 s 2 |
| 10 000 m | Jürgen Haase GDR                                                         | 28 min 54 s 2 | Lajos Mecser HUN                                                            | 28 min 55 s 6 | Anatoliy Makarov URS                                                            | 28 min 58 s 6 |
| 3 000 m steeple | Anatoliy Kuryan URS                                                      | 8 min 38 s 8  | Manfred Letzerich FRG                                                       | 8 min 39 s 6  | Guy Texereau FRA                                                                | 8 min 41 s 2  |
| 110 m haies | Viktor Balikhin URS                                                      | 14 s 0        | Adam Kolodziejczyk POL                                                      | 14 s 2        | Pierre Schoebel FRA                                                             | 14 s 2        |
| 400 m haies | Gerhard Hennige FRG                                                      | 50 s 2        | Wilhelm Weistand POL                                                        | 50 s 5 (NR)   | Joachim Singer GDR                                                              | 50 s 8        |
| 4 × 100 m | France Marc Berger Jocelyn Delecour Claude Piquemal Gérard Fenouil       | 39 s 2        | Allemagne de l'Ouest Jobst Hirscht Gert Metz Hartmut Wilk Horst Assion      | 39 s 3 (NR)   | Allemagne de l'Est Heinz Erbstosser Peter Haase Hermann Burde Harald Eggers     | 39 s 4        |
| 4 × 400 m | Pologne Stanislaw Gredzinski Edmund Borowski Jan Werner Andrzej Badenski | 3 min 04 s 4  | Allemagne de l'Ouest Helmar Müller Ingo Roper Jens Ulbricht Fritz Roderfeld | 3 min 04 s 5  | Allemagne de l'Est Wolfgang Müller Michael Zerbes Günter Klann Wilfried Weiland | 3 min 05 s 8  |
| Saut en hauteur | Valentin Gavrilov URS                                                    | 2,09 m        | Wolfgang Schillkowski FRG                                                   | 2,07 m        | Sándor Noszály HUN                                                              | 2,07 m        |
| Saut à la perche | Wolfgang Nordwig GDR                                                     | 5,10 m        | Gennadiy Bliznetsov URS                                                     | 5,05 m        | Klaus Lehnertz FRG                                                              | 4,90 m        |
| Saut en longueur | Igor Ter-Ovanesyan URS                                                   | 8,14 m w      | Andrzej Stalmach POL                                                        | 7,88 m w      | Josef Schwarz FRG                                                               | 7,85 m w      |
| Triple saut | Viktor Saneïev URS                                                       | 16,67 m       | Hans-Jürgen Rückborn GDR                                                    | 16,43 m       | Józef Schmidt POL                                                               | 16,29 m       |
| Lancer du poids | Vilmos Varjú HUN                                                         | 19,25 m       | Heinfried Birlenbach FRG                                                    | 19,20 m (NR)  | Hans-Dieter Prollius GDR                                                        | 18,82 m       |
| Lancer du disque | Edmund Piatkowski POL                                                    | 59,10 m       | Detlef Thorith GDR                                                          | 57,86 m       | Vitautas Jaras URS                                                              | 56,60 m       |
| Lancer du marteau | Romuald Klim URS                                                         | 70,58 m       | Gyula Zsivótzky HUN                                                         | 68,12 m       | Uwe Beyer FRG                                                                   | 66,80 m       |
| Lancer du javelot | Jānis Lūsis URS                                                          | 85,38 m       | Manfred Stolle GDR                                                          | 81,14 m       | Gergely Kulcsár HUN                                                             | 79,46 m       |
| Records et Performances - AR : Record continental (area record) - CR : Record des championnats (championship record) - MR : Record du meeting (meet record) - NR : Record national (national record) - OR : Record olympique (olympic record) - PR : Record paralympique (paralympic record) - PB : Record personnel (personal best) - SB : Meilleure performance personnelle de la saison (season's best) - WL : Meilleure performance mondiale de l'année (world leader) - WJR : Record du monde junior (world junior record) - WR : Record du monde (world record) Circonstances et Conditions - DNF : N'a pas terminé (did not finish) - DNS : N'a pas pris le départ (did not start) - DQ : Disqualification (disqualification) - NM : Aucun essai valable enregistré (No Mark) - Q : Qualifié « directement » au prochain tour (ou à la prochaine compétition), lors d'une compétition majeure, grâce au classement ou à la réalisation des minima (automatic qualifier) - q : Qualifié au prochain tour (ou à la prochaine compétition), lors d'une compétition majeure, grâce au repêchage ou à la réalisation de l'une des meilleures performances parmi celles des « non qualifiés directement » (grâce au meilleur temps ou à la meilleure distance par exemple) (secondary qualifier) |                                                                          |               |                                                                             |               |                                                                                 |               |

### Femmes
| Épreuve | Or                                                                                 | Or           | Argent                                                          | Argent       | Bronze                                                                        | Bronze       |
| --- | ---------------------------------------------------------------------------------- | ------------ | --------------------------------------------------------------- | ------------ | ----------------------------------------------------------------------------- | ------------ |
| 100 m (vent : 0,5 m/s) | Irena Kirszenstein POL                                                             | 11 s 2       | Renate Heldt GDR                                                | 11 s 5       | Margit Nemesházi HUN                                                          | 11 s 6       |
| 200 m (vent : 0,5 m/s) | Irena Kirszenstein POL                                                             | 23 s 0       | Annamária Tóth HUN                                              | 23 s 4       | Vera Popkova URS                                                              | 23 s 4       |
| 400 m | Lillian Board GBR                                                                  | 53 s 7       | Antónia Munkácsi HUN                                            | 54 s 1       | Ludmila Samotesova URS                                                        | 54 s 3       |
| 800 m | Laine Erik URS                                                                     | 2 min 06 s 8 | Danuta Sobieska POL                                             | 2 min 07 s 0 | Anita Rottmüller FRG                                                          | 2 min 07 s 2 |
| 80 m haies (vent : 0,8 m/s) | Karin Balzer GDR                                                                   | 10 s 8       | Pat Jones GBR                                                   | 10 s 9       | Inge Schell FRG                                                               | 11 s 0       |
| 4 × 100 m | Union soviétique Galina Bukharina Liliya Tkachenko Vera Popkova Ludmila Samotesova | 45 s 0       | Royaume-Uni Anita Neil Maureen Tranter Jenny Pawsey Della James | 45 s 3       | Allemagne de l'Est Ingrid Tiedtke Angela Vogel Christina Heinich Renate Heldt | 45 s 3       |
| Saut en hauteur | Antonina Okorokova URS                                                             | 1,79 m       | Rita Schmidt GDR                                                | 1,70 m       | Dorothy Shirley GBR                                                           | 1,67 m       |
| Saut en longueur | Ingrid Becker FRG                                                                  | 6,63 m       | Tatyana Talysheva URS                                           | 6,49 m       | Mary Rand GBR                                                                 | 6,26 m       |
| Lancer du poids | Nadezhda Chizhova URS                                                              | 18,24 m      | Margitta Gummel GDR                                             | 17,66 m      | Judit Bognár HUN                                                              | 16,58 m      |
| Lancer du disque | Karin Illgen GDR                                                                   | 58,26 m      | Lyudmila Muravyova URS                                          | 56,70 m      | Jolán Kleiber HUN                                                             | 55,72 m      |
| Lancer du javelot | Daniela Jaworska POL                                                               | 56,88 m      | Ameli Koloska FRG                                               | 54,22 m      | Ruth Fuchs GDR                                                                | 53,18 m      |
| Records et Performances - AR : Record continental (area record) - CR : Record des championnats (championship record) - MR : Record du meeting (meet record) - NR : Record national (national record) - OR : Record olympique (olympic record) - PR : Record paralympique (paralympic record) - PB : Record personnel (personal best) - SB : Meilleure performance personnelle de la saison (season's best) - WL : Meilleure performance mondiale de l'année (world leader) - WJR : Record du monde junior (world junior record) - WR : Record du monde (world record) Circonstances et Conditions - DNF : N'a pas terminé (did not finish) - DNS : N'a pas pris le départ (did not start) - DQ : Disqualification (disqualification) - NM : Aucun essai valable enregistré (No Mark) - Q : Qualifié « directement » au prochain tour (ou à la prochaine compétition), lors d'une compétition majeure, grâce au classement ou à la réalisation des minima (automatic qualifier) - q : Qualifié au prochain tour (ou à la prochaine compétition), lors d'une compétition majeure, grâce au repêchage ou à la réalisation de l'une des meilleures performances parmi celles des « non qualifiés directement » (grâce au meilleur temps ou à la meilleure distance par exemple) (secondary qualifier) |                                                                                    |              |                                                                 |              |                                                                               |              |

## Demi-finales

### Hommes
Les trois demi-finales, qualificatives pour la finale (les deux premières équipes), se sont déroulées les 22 et 23 juillet 1967 à Ostrava, Duisbourg et Stockholm.
| Place | Pays            | Points |
| ----- | --------------- | ------ |
| 1     | Pologne         | 94     |
| 2     | France          | 93     |
| 3     | Tchécoslovaquie | 79     |
| 4     | Italie          | 71     |
| 5     | Roumanie        | 51     |
| 6     | Pays-Bas        | 31     |

| Place | Pays                 | Points |
| ----- | -------------------- | ------ |
| 1     | Allemagne de l'Ouest | 105    |
| 2     | Hongrie              | 78     |
| 3     | Royaume-Uni          | 77     |
| 4     | Suisse               | 56     |
| 5     | Bulgarie             | 54     |
| 6     | Yougoslavie          | 37     |

| Place | Pays               | Points |
| ----- | ------------------ | ------ |
| 1     | Union soviétique   | 105    |
| 2     | Allemagne de l'Est | 87     |
| 3     | Suède              | 69     |
| 4     | Norvège            | 55     |
| 5     | Belgique           | 53     |
| 6     | Finlande           | 51     |

### Femmes
Les trois demi-finales, qualificatives pour la finale (les deux premières équipes), se sont déroulées le 16 juillet 1967 à Dresde, Oslo et Wuppertal.
| Place | Pays               | Points |
| ----- | ------------------ | ------ |
| 1     | Allemagne de l'Est | 45     |
| 2     | Hongrie            | 39     |
| 3     | Pays-Bas           | 36     |
| 4     | Bulgarie           | 29     |
| 5     | Italie             | 15     |

| Place | Pays             | Points |
| ----- | ---------------- | ------ |
| 1     | Union soviétique | 55     |
| 2     | Royaume-Uni      | 47     |
| 3     | Suède            | 42     |
| 4     | Roumanie         | 42     |
| 5     | Norvège          | 23     |
| 6     | Danemark         | 21     |

| Place | Pays                 | Points |
| ----- | -------------------- | ------ |
| 1     | Pologne              | 55     |
| 2     | Allemagne de l'Ouest | 54     |
| 3     | Tchécoslovaquie      | 38     |
| 4     | France               | 37     |
| 5     | Yougoslavie          | 25     |
| 6     | Autriche             | 22     |

## Tour préliminaire
Trois tours préliminaires ont été nécessaires chez les hommes, les 24 et 25 juin 1967, un à Copenhague (Danemark), les autres à Athènes (Grèce) et à Dublin (Irlande). Les équipes finissant premières sont qualifiées pour les demi-finales.
| Place | Pays     | Points |
| ----- | -------- | ------ |
| 1     | Pays-Bas | 59     |
| 2     | Danemark | 56     |
| 3     | Autriche | 53     |
| 4     | Turquie  | 31     |

| Place | Pays             | Points |
| ----- | ---------------- | ------ |
| 1     | Suisse           | 65     |
| 2     | Espagne          | 54     |
| 3     | Royaume de Grèce | 48     |
| 4     | Portugal         | 33     |

| Place | Pays     | Points |
| ----- | -------- | ------ |
| 1     | Belgique | 115    |
| 2     | Irlande  | 98,5   |
| 3     | Islande  | 86,5   |